# Малышев, Валерий Васильевич
Малышев Валерий Васильевич (род. 18 декабря 1952 года; с. Тагай, Майнский район, Ульяновская обл., СССР) — российский общественный и политический деятель. Прокурор Ульяновской области с 2000 по 2013 год. Председатель Законодательного собрания Ульяновской области VI-го созыва с 19 сентября 2018 года.

## Биография
В 1968 году поступил в Ульяновский автомеханический техникум. После окончания обучения в нём в 1972 году получил специальность техник-механик. Работал на Ульяновском автомобильном заводе. В ряды ВС СССР был призван в 1972 году. После демобилизации в 1974 году продолжил работать техником на УАЗе, позже — инженером военного представительства 1533 МО.
В 1979 году получил высшее образование во Всесоюзном юридическом заочном институте по специальности «правоведение». В 1980 году был назначен инспектором Ленинского районного комитета народного контроля Ульяновска. С 1982 года по 1986 год работал инспектором Ульяновского областного комитета народного контроля. Затем два года отработал на должности инструктора городского отдела науки и учебных заведений обкома КПСС. В 1988 году вновь стал инспектором Ульяновского областного комитета народного контроля.
С 1990 года — прокурор отдела по надзору за исполнением законов в хозяйственной деятельности, социальной и экологической сферах прокуратуры Ульяновской области. В 1992 году назначен старшим помощником прокурора области по организационным вопросам и контролю исполнения. С 1997 года — служил на должности зампрокурора Ульяновской области. С 2000 года по 2013 год был главным прокурором области. Покинул этот пост в связи с выходом на пенсию.

## Политическая карьера
На выборах 8 сентября 2013 года был избран в парламент Ульяновской области пятого созыва от партии «Единая Россия». 14 сентября того же года получил пост первого заместителя председателя Законодательного собрания Ульяновской области. С 21 июля 2016 года возглавил  комитет по бюджету и экономической политике.
На выборах 9 сентября 2018 года был избран депутатом регионального парламента VI-го созыва по одномандатному избирательному округу.
19 сентября 2018 года на выборах Председателя Законодательного собрания Ульяновской области его кандидатуру, выдвинутую «Единой Россией», поддержали 22 депутата регионального парламента. За его оппонента — представителя КПРФ Айрата Гибатдинова проголосовали 14 человек. Вошел в состав комитета по бюджету и экономической политике.
Женат, имеет сына.

## Награды
- Орден Дружбы (25 августа 2023 года) — за активную законотворческую деятельность и многолетнюю добросовестную работу[13];
- Медаль Ягужинского (17 января 2022 года)[14];
- Нагрудный знак «Почётный работник прокуратуры Российской Федерации»;
- Нагрудный знак «За безупречную службу»;
- Почётное звание «Заслуженный юрист Ульяновской области» (23 декабря 2020 года);
- Именное огнестрельное оружие.